# Rainer Beaujean
Rainer Beaujean (* 18. September 1968 in Neuss) ist ein deutscher Manager und war bis Oktober 2022 Vorstandsvorsitzender der ProSiebenSat.1 Media SE. Zuvor war er dort von Juli 2019 bis Dezember 2021 Finanzvorstand sowie ab Ende März 2020 zusätzlich Vorstandssprecher.
Beaujean war unter anderem von Oktober 2004 bis Juni 2006 Vorstandsvorsitzender der T-Online International AG sowie von Februar bis Oktober 2018 Vorstandssprecher bei der Gerresheimer AG.

## Leben

### Ausbildung
Nach dem Abitur studierte Beaujean Betriebswirtschaftslehre an der Universität Bielefeld (Vordiplom) sowie an der Universität des Saarlandes und schloss dort das Studium 1995 als Diplom-Kaufmann ab.

### Werdegang als Manager
1995 begann Beaujean seine berufliche Laufbahn bei der Deutschen Telekom. Dort hat er unter anderem den Vorstandsstab Finanzen und das Controlling für alle Auslandsbeteiligungen geleitet.
Ende September 2000 wurde bekannt, dass Beaujean der Nachfolger von Christian Hoening als Finanzvorstandschef bei der T-Online International AG wird. In seiner Amtszeit von Oktober 2000 bis September 2004 trieb er insbesondere die Internationalisierung des Konzerns voran, der zu dieser Zeit mit einer Marktkapitalisierung von etwa 10 Milliarden Euro der größte Wert im TecDAX war. Anfang September 2004 wurde Beaujean seitens des Aufsichtsrats der T-Online zum Vorstandsvorsitzenden ab Oktober 2004 ernannt. Das Amt hatte er bis zur Verschmelzung der T-Online mit der Deutschen Telekom im Jahr 2006 inne. Anfang Juni 2006 trat er mit sofortiger Wirkung vom Amt des Vorstandsvorsitzenden zurück, da er nach der Verschmelzung keine Führungsposition bei der Deutschen Telekom innegehabt hätte.
Vom Juni 2007 bis November 2011 war Beaujean Finanzvorstand beim deutschen Kranhersteller Demag Cranes AG und schied im Zuge der Übernahme durch den US-amerikanischen Baumaschinenhersteller Terex vom Unternehmen aus. In seiner Amtszeit führte er Demag Cranes vom SDAX in den MDAX und verantwortete die Neufinanzierung des Unternehmens. Ab März 2012 wurde Beaujean zum Finanzvorstand beim deutschen Messtechnikunternehmen Elster Group SE berufen. Er verließ jedoch das Unternehmen im August 2012 im Zuge der Übernahme durch den britischen Finanzinvestor Melrose.
Ab Dezember 2012 war Beaujean beim deutschen Verpackungshersteller Gerresheimer AG tätig. Während er ab Dezember 2012 zum Vorstandsmitglied berufen wurde, trat er ab Februar 2013 in das Amt des Finanzvorstandes ein. In seiner Amtszeit verantwortete er wichtige M&A-Transaktionen für das Unternehmen sowie übernahm zusätzlich die Leitung des Geschäftsbereichs Life Science-Research, bis dieser 2016 verkauft wurde. Nach dem Christian Fischer, der im September 2017 den Vorstandsvorsitz des Verpackungsherstellers übernommen hatte, Anfang Februar 2018 aus persönlichen Gründen vom Amt zurücktrat, war Beaujean zusätzlich zu seiner Funktion als CFO von Februar bis Oktober 2018 Sprecher des Vorstands. Anfang September 2018 wurde bekannt, dass Beaujean seinen im April 2019 endenden Vertrag nicht verlängern wird. Als Begründung gab er an, dass er sich beruflich neu orientieren möchte.
Mitte Februar 2019 wurde Beaujean durch das Medienunternehmen ProSiebenSat.1 Media zum Finanzvorstand ab Juli 2019 ernannt. Nachdem der ProSiebenSat.1-Vorstandsvorsitzender Max Conze von seinem Amt mit sofortiger Wirkung Ende März 2020 entlassen wurde, war Beaujean zusätzlich zu seiner Funktion als CFO ab Ende März 2020 Sprecher des Vorstands. Von Januar bis Oktober 2022 war er Vorstandsvorsitzender der ProSiebenSat.1-Media-Gruppe. Nachdem sein Vertrag im Dezember 2021 zunächst bis Juni 2027 verlängert worden war, gab er das Amt im Oktober 2022 „im Einvernehmen mit dem Aufsichtsrat“ mit sofortiger Wirkung ab. Sein Nachfolger wurde der ehemalige RTL-Chef Bert Habets.

### Werdegang als Aufsichtsrat
Beaujean ist seit April 2020 Aufsichtsratsvorsitzender bei der NCG – NuCom Group SE. Bereits ab Februar 2020 ist er Aufsichtsratsmitglied. Des Weiteren ist er seit März 2020 Aufsichtsratsmitglied bei der Rheinische Post Mediengruppe.
Von Mai 2020 bis August 2021 war Beaujean Aufsichtsratsvorsitzender der Virtual Minds AG. Bereits ab April 2020 war er dort Aufsichtsratsmitglied.

## Persönliches
Beaujean ist verheiratet und hat drei Söhne. In seiner Freizeit spielt er Tennis und Golf.
Beim Deutschen Aktieninstitut ist Beaujean Vorstandsmitglied.